# Amerila lurida
Amerila lurida là một loài bướm đêm thuộc phân họ Arctiinae, họ Erebidae.